# 张敬 (十六国)
张敬（?—?），一作张景。十六国时后赵大臣。
张敬与张宾、刁膺等依附石勒，作为谋士。被任命为左长史。汉麟嘉三年（318年），张敬受命率骑五千为前锋，讨伐靳准。319年，张敬与张宾等请石勒称赵王，石勒建立后赵政权。320年，东晋征虏将军羊鉴征讨徐龛，徐龛向后赵求救。石勒派王伏都救援，张敬率军作为后援。张敬到达东平，徐龛怀疑他是来袭击自己。于是斩杀王伏都等三百多人，向东晋请降。石勒大怒，命张敬占据险地固守。